# 四国中央橋

四国中央橋（しこくちゅうおうばし）は、吉野川に架かる全長548m・幅員14.5m（車道2 - 4レーンと歩道2本）の桁橋である。

## 概要
徳島県三好市の池田町州津と井川町西井川とを結ぶ。国道32号が通る（※国道319号重複）。
2003年3月21日15時に開通した。
三好大橋のバイパスとしての機能や、琴平方面から井川池田ICへの誘導を円滑化する機能を果たす。
50km/hの制限速度と、追い越し禁止の規制が敷かれている。防護柵と照明柱は白色で統一され、またカーブの存在や気温を知らせる電光掲示板が設置されている。

## 橋の名称について
橋の名称は、公募により2003年2月12日に決定されたという。なお、三好市と隣接する四国中央市の名称が決まったのは、その2日後（同年2月14日）のことであった。

## 隣の橋
吉野川
池田へそっ湖大橋 - 池田ダム - 四国中央橋 - 三好大橋 - 吉野川橋梁